# Berfay
Berfay é uma comuna francesa na região administrativa do País do Loire, no departamento de Sarthe. Estende-se por uma área de 18.28 km². Em 2010 a comuna tinha 340 habitantes (densidade: 18,6 hab./km²).